# Coelocarcinus marindicus
Coelocarcinus marindicus is een krabbensoort uit de familie van de Portunidae. De wetenschappelijke naam van de soort werd in 2002 voor het eerst geldig gepubliceerd door Peter  Kee Lin Ng.